# Mike Hansen
Miguel Eduardo Hansen Mejías, detto Mike (Torrejón de Ardoz, 17 aprile 1970), è un ex cestista spagnolo.

## Carriera
Con la Spagna ha disputato i Campionati europei del 1991.